# Acontia miogona
Acontia miogona is een vlinder van de familie van de uilen (Noctuidae). De wetenschappelijke naam van deze soort is voor het eerst voorgesteld als Tarache miogona door George Francis Hampson in een publicatie uit 1916.
De soort komt voor in Ethiopië, Somalië, Kenia en Tanzania.